# تشارلز جيلمور
تشارلز جيلمور (بالإنجليزية: Charles W. Gilmore)‏ (و. 1874 – 1945 م) هو إحاثي، من الولايات المتحدة الأمريكية، توفي في نيويورك، عن عمر يناهز 71 عاماً.

## مناصب وهيئات
أدار المتحف الوطني للتاريخ الطبيعي، ومؤسسة سميثسونيان.